# Grégoire Carlé
Cet article possède un paronyme, voir Carlé.
Grégoire Carlé est un auteur de bande dessinée né le 14 juillet 1984 à Strasbourg.

## Biographie
Grégoire Carlé grandit à Illkirch-Graffenstaden.
Il fait ses études à l'École supérieure d'art d'Épinal puis à la Haute École des arts du Rhin (École supérieure des arts décoratifs de Strasbourg), en section illustration, dont il sort diplômé en 2007. Il collabore avec L'Association, chez qui il publie la trilogie Baku entre 2008 et 2010, La nuit du capricorne en 2013, Philoctète et les femmes en 2014 et Trou zombie — dont il écrit le scénario, servi par le dessin de Sylvestre Bouquet — en 2018. Trou Zombie est le résultat d'une résidence artistique de trois mois en Haïti. Carlé s'associe avec Nine Antico, qui écrit pour lui le scénario d'Il était 2 fois Arthur, publié chez Dupuis dans la collection Aire libre en 2019. Cet album croise les carrières de Jack Arthur Johnson et Arthur Cravan.

## Œuvres
- Baku, L'Association, coll. Mimolette

1. Tome 1, septembre 2008  (ISBN 978-2-84414-277-1) (BNF 41341340)
2. Tome 2, avril 2009  (ISBN 978-2-84414-282-5) (BNF 41462902)
3. Tome 3, juin 2010  (ISBN 978-2-84414-399-0) (BNF 42269284)

- La nuit du capricorne, L'Association, coll. Ciboulette, avril 2013  (ISBN 978-2-84414-468-3) (BNF 43643463)
- Philoctète et les femmes, L'Association, coll. Éperluette, juillet 2014  (ISBN 978-2-84414-518-5) (BNF 43498720)
- Trou zombie (scénario), dessin de Sylvestre Bouquet, L'Association, coll. Éperluette, janvier 2018  (ISBN 978-2-84414-691-5) (BNF 45425069)
- Il était 2 fois Arthur (dessin), scénario de Nine Antico, Dupuis, coll. Aire libre, septembre 2019  (ISBN 979-10-347-4356-8) (BNF 45797898)

## Récompenses
- 2009 : prix Raymond Leblanc pour le projet Bas-fonds[8].